# Nemesia anisocarpa
Nemesia anisocarpa är en flenörtsväxtart som beskrevs av Ernst Meyer och George Bentham. Nemesia anisocarpa ingår i släktet nemesior, och familjen flenörtsväxter. Inga underarter finns listade i Catalogue of Life.